# Krabicové z Veitmile
Krabicové z Veitmile (též z Weitmile, Vajtmile, německy Krabitz von Weitmühl) [vajtmile] jsou stará česká vladycká rodina (původem z Durynska), která později povýšila do panského stavu. Přídomek odvozovali od tvrze Veitmile u Starých Smrkovic nedaleko Nového Bydžova.

## Historie
Prvním doloženým předkem rodu byl Pešek, který je zmíněn v roce 1316 jako držitel vsi Střekova u Ústí nad Labem a který roku 1319 vystavěl stejnojmenný hrad. Ve 14. století se rod rozvětvil. Beneš Krabice z Veitmile († 1375) působil v letech 1359–1375 jako kanovník pražské metropolitní kapituly, od roku 1355 řídil jako třetí v historii stavbu svatovítské katedrály v Praze, z podnětu Karla IV. začal psát čtyřdílnou kroniku. Do čtvrté knihy na císařovo přání zařadil i jeho autobiografii a zkrácený životopis Arnošta z Pardubic. Portrét s erbem Beneše Krabici jako významné osobnosti z císařova okolí umístil Petr Parléř do triforia svatovítské katedrály. Beneš zplodil tři syny: Beneše, Jana a Petra.
Zdislav a Beneš se usídlili na Moravě, drželi zde Žerotice (do roku 1502), Želetavu a Litovany. Později se od nich odtrhla další linie, která se vyskytovala v Alsasku.
Karlštejnský purkrabí Beneš z Veitmile získal roku 1471 prostřednictvím sňatku s Bonuší, dcerou Jana Calty z Kamenné Hory, Chomutov a Most. Od císaře Fridricha III. dosáhl povýšení do panského stavu, což mu roku 1475 potvrdil i král Vladislav II. Českými stavy byl přijat roku 1479. Stal se nejvyšším mincmistrem. Zemřel roku 1496. Podle rejstříku z roku 1529 patřili Veitmilové na samém počátku habsburské vlády mezi nejbohatší panské rody v Čechách. Úřad mincmistra zastával i Benešův syn Šebestián, který v letech 1542–1544 velel vojsku Ferdinanda I. a pomáhal mu tak zlomit odboj českých stavů. Oženil se s Annou Glacovou ze Starého dvoru, s níž vyženil panství Červený Hrádek. Měli spolu dva syny Jana a Kříže a dcery Magdalenu, Annu a Bonuši.
Starší syn Jan z Veitmile na Mostě a Chomutově se před rokem 1555 oženil s Kateřinou Trmickou, dcerou Mikuláše Staršího Trmického.
Mladší syn Kříž († 1550 v saském univerzitním městě Freiberg) se oženil s Veronikou Šlikovou. Měli tři děti: Beneše, Uršulu a Jana Lorence (Vavřince). Jan Lorenc z Veitmile na Postoloprtech († 1584) se oženil s Alžbětou Žerotínovou, dcerou Karla ze Žerotína na Žehušicích († 1560) a Veroniky Trčkové z Lípy. Z tohoto manželství vzešli tři synové a jedna dcera. Nejmladší syn Šebestián Lorenc (Vavřinec) zemřel v roce 1600 v Padově a jím vymřela panská (původně moravská) větev Veitmilů.
Z rytířské větve pocházel Hynek Ladislav, držitel Batelova a důstojník ve službách Habsburků. Za třicetileté války se vyznamenal a v letech 1628 a 1631 dosáhl polepšení erbu a potvrzení rytířského stavu.
Počátkem 18. století Jindřichem Krabicem z Veitmile rod vymřel.

## Větve rodu

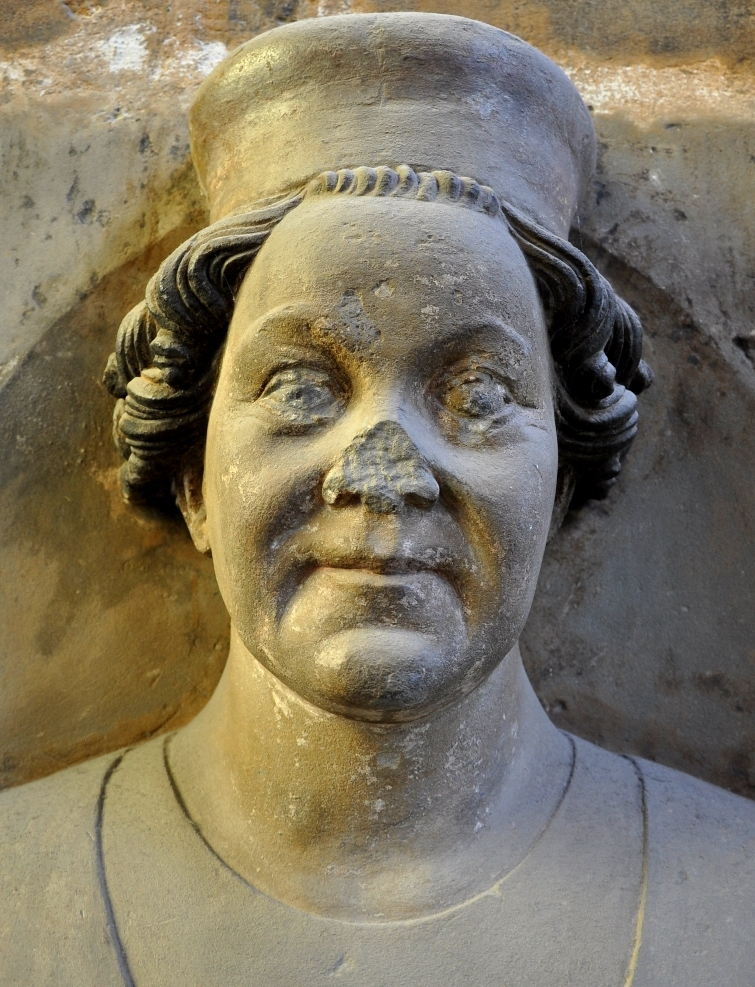
Středověký kronikář Beneš Krabice z Veitmile

- česká
- moravská (později usazená v Čechách na Chomutovsku a Mostecku)
- alsaská
- česká rytířská

## Významné osobnosti
- Pešek Krabice z Veitmile – nejstarší doložený člen rodu, vystavěl hrad Střekov (1319)
- Beneš Krabice z Veitmile († 27. července 1375) – kanovník pražské kapituly (1359–1375), kronikář doby Karla IV. (Kronika pražského kostela), 3. ředitel stavby chrámu svatého Víta (od roku 1355)
- Beneš z Veitmile († 28. srpna 1496) – syn Dobeše z moravské větve (majitele Žerotic), ve službách císaře Fridricha III., purkrabí karlštejnský (1460–1496), nejvyšší mincmistr (1471–1496), majitel Chomutova a Mostu. Povýšen do panského stavu (1475, 1479). Manželka Bonuše (Benigna) Caltová z Kamenné Hory. Děti: Jan, Michal, Kryštof a Šebestián.
- Šebestián z Veitmile (kolem 1490 – 13. listopadu 1549) – syn předchozího, rada české komory (1527–1528), nejvyšší mincmistr (1542–1544), úspěšný podnikatel v hornictví na Chomutovsku (stříbro a jiné rudy, Hora Svaté Kateřiny, Mníšek). Jako velitel zemské hotovosti v roce 1546 pomáhal králi Ferdinandovi I. v šmalkaldské válce proti protestantům. Majitel Červeného hrádku, vystavěl tvrz v Postoloprtech, přestavěl renesančně zámek v Chomutově. Manželka (1516) Anna Glacová ze Starého Dvoru (Glatz von Althaus auf Rothenhaus), dcera Zikmunda Glace ze Starého Dvoru a Uršuly Trmické. Děti: Jan, Kříž (Christian, † 1550 Freiberg), Magdalena, Anna a Bonuše.
- Hynek Krabice z Veitmile (asi 1500 – asi 1578) – místopísař Českého království, měl pět manželek;[5] sepsal Knihy památné Hynka Krabice z Weitmile, jehož rukopis je ve Strahovské knihovně.
- Hynek Ladislav Krabice z Veitmile – císařský rada, hejtman telčského panství, dvorský sudí (hofrychtéř) Markrabství moravského. Polepšení erbu a potvrzení rytířského stavu. Roku 1626 koupil Batelov u Třešti.

## Weitmilové vČeské Lípě
V České Lípě byl v roce 1389 purkmistr Hynek z Weitmile (zemřel v období 1402–1406). Kuník z Weitmile byl jeho bratr, v letech 1380–1421 byl plebánem již neexistujícího českolipského kostela svatého Petra a Pavla (shořel 1822) a v roce 1394 byl kaplanem majitele města Hynka Berky.

## Erb

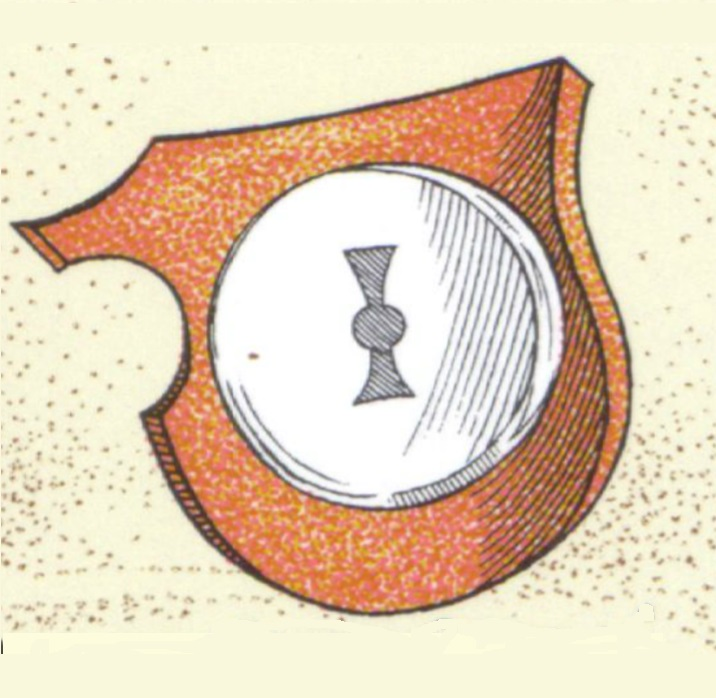
Základní podoba erbu pánů z Veitmile

V červeném štítě leží mlýnský kámen, tzv. žernov, který souvisí s přídomkem z Veitmile, neboli „ze vzdáleného mlýna.“ (weit – německy daleko, die Mühle – německy mlýn). Jedná se tedy o mluvící erb. Jejich erb je možno nalézt ve věži zámku Blatná, na okně Vlašského dvora v Kutné Hoře, na skříni v Manské síni na Karlštejně a na nároží zámku v Chomutově (s letopočtem 1520), erb je také vyobrazen na Klaudiánově mapě, nejstarší tištěné mapě Čech z roku 1518.

## Příbuzenstvo
Spojili se s Žerotíny, Šternberky, Šliky či Martinici.

## Hmotné památky
- epitaf Bonuše Caltové z Kamenné Hory, choti Beneše z Veitmile († 1496), z roku 1511 v Oblastním muzeu Chomutově (Lapidárium kamenné plastiky na Mnišském dvorku radnice)
- renesanční epitaf Uršuly a Magdalény z Veitmile z roku 1584 v kostele Nanebevzetí Panny Marie v Mostě